# Caves of Mars Project

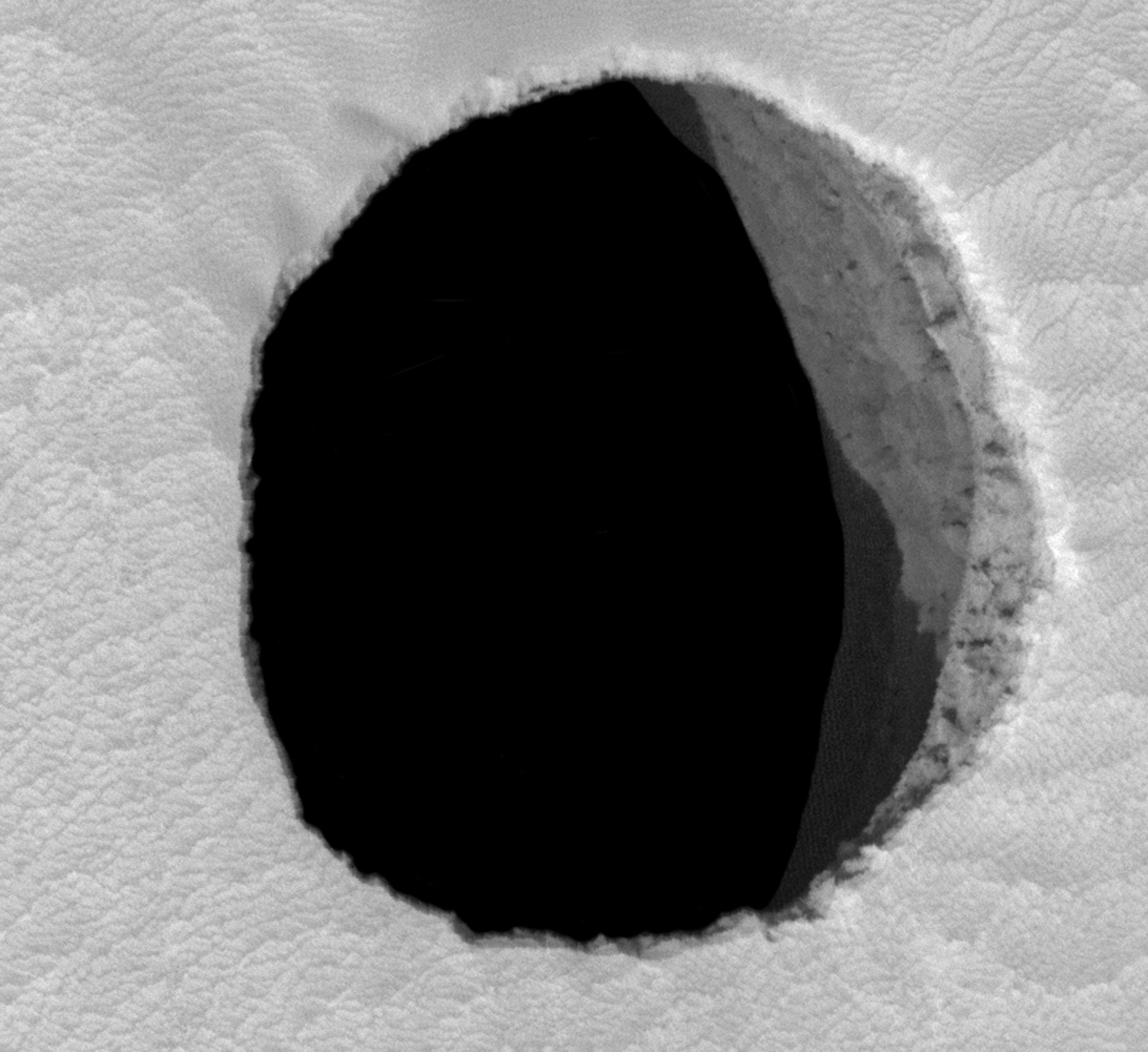
Zdjęcie jednej z jaskiń Marsa mającej około 150 metrów szerokości i co najmniej 178 metrów głębokości, wykonane przez sondę Mars Reconnaissance Orbiter (HiRISE – High Resolution Imaging Science Experiment)

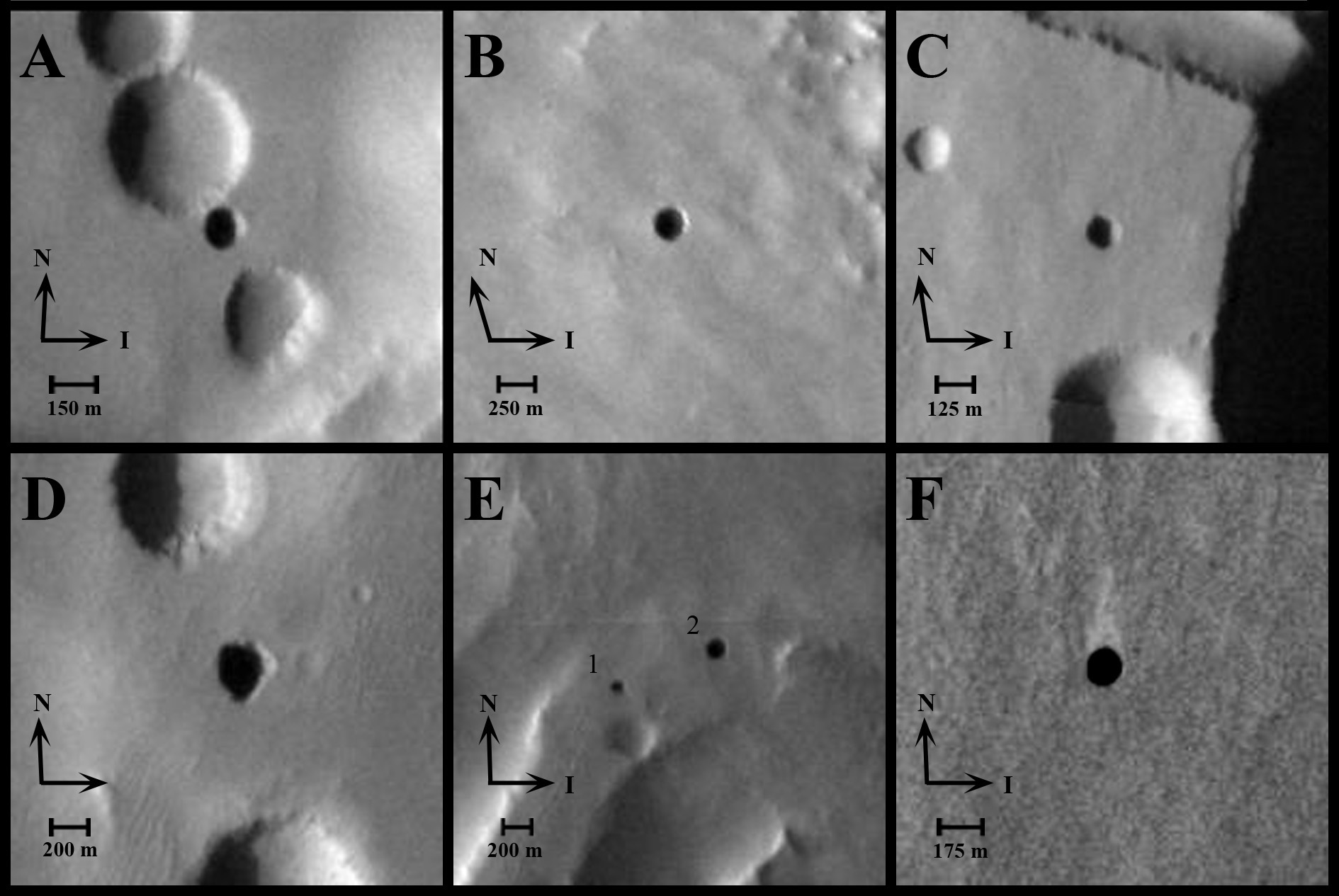
Zdjęcia sześciu prawdopodobnych jaskiń Marsa wykonane przez THEMIS. Wgłębienia wstępnie zostały nazwane następująco: (A) Dena, (B) Chloe, (C) Wendy, (D) Annie, (E) Abby (po lewej) i Nikki (po prawej), oraz (F) Jeanne.

Caves of Mars Project – były projekt finansowany przez program II fazy przez NASA Institute for Advanced Concepts, mający na celu wybranie najlepszych potencjalnych miejsc do ulokowania modułów badawczych i mieszkalnych załogowych misji na Marsa.
Jaskinie i inne struktury podziemne, włącznie z jaskiniami lawowymi, kanionami i innymi wgłębieniami marsjańskimi, byłyby potencjalnie użyteczne dla misji załogowych, ponieważ grube powierzchnie skalne umożliwiałyby łatwiejszą kontrolę temperatury i ograniczenie promieniowania słonecznego, które mogłoby poważnie narazić zdrowie astronautów. Mogą również oferować dostęp do minerałów, gazów, lodów podziemnych, oraz może rozwijać się tam podziemne życie, które będzie tam prawdopodobnie poszukiwane.
Program pracował też nad zaprojektowaniem nadmuchiwanych modułów i innych tym podobnych struktur, które mogłyby być pomocne dla astronautów.